# Amonherkhépeshef (fils de Ramsès II)
Pour les articles homonymes, voir Amonherkhépeshef et Séthiherkhépeshef.
Amonherounemef (« Amon est avec son bras droit »), puis Amonherkhépeshef (« Amon est attaché à sa force »), puis Sethherkhépeshef (« Seth est attaché à sa force ») est un prince d'Égypte et le fils aîné et prince héritier Ramsès II,. Il meurt toutefois avant son père et laisse le rôle de prince héritier à son demi-frère cadet Ramessou qui lui non plus ne survivra pas à son père.

## Généalogie
Alors que Ramsès II n'est encore qu'un adolescent selon nos critères modernes (15 ou 16 ans) et qu'un prince sous le règne de son père Séthi Ier, Néfertari donne le jour à l'aîné des enfants royaux, le prince Amonherounemef. Du fait de sa position, le prince deviendra à l'avènement de son père l'héritier présomptif jusqu'à sa mort.
Un ostracon du Louvre (N 2261) indique « le fils royal Séthi, qu'a enfanté Néfertary ». Plusieurs hypothèses concernant ces personnages mentionnés ont été faites, dont l'une fait de cette Néfertary la troisième fille de Ramsès II qui aurait épousé son frère aîné Amonherkhépeshef et qui aurait eu un fils nommé Séthi. Toutefois, cette hypothèse a été réfutée car le prince Séthi est cité comme un fils royal et la mère n'est pas citée comme une fille royale ; ainsi, il ne s'agit probablement pas de la princesse Néfertari II. Une hypothèse alternative propose que cette Néfertary serait une épouse secondaire de Ramsès II et le prince serait le neuvième fils de Ramsès II.
La statuette de Ramsès II GC42140, probablement datée de l'an 1, offre une représentation de l'héritier, gravée en relief sur la face droite du trône royal. L'inscription donne toutefois le nom d'Ousermaâtrê. Si, pour certains, il s'agit d'une erreur, Christian Leblanc y voit le nom d'un fils d'Amonherkhépeshef qui aurait modifié l'inscription des années après sa réalisation. Toutefois, ce petit-fils n'est cité nulle part ailleurs et l'inscription elle-même ne permet pas de faire une telle hypothèse. D'autres chercheurs proposent plutôt l'hypothèse selon laquelle le nom du roi aurait tout simplement été inscrit par erreur.
Enfin, le nom de Sethherkhépeshef est mentionné sur plusieurs documents, à dater de l'an 21 ou après et associé au titre de « prince héritier », tandis que le nom d'Amonherkhépeshef disparaissait des documents, à l'exception de la tombe collective KV5 où a été découvert un vase canope fragmentaire datant d'après l'an 21 et portant le nom d'Amonherkhépeshef. Certains ont vu en ce Sethherkhépeshef un fils d'Amonherkhépeshef qui aurait repris ce titre de prince héritier en l'honneur de son père, ce qui a été réfuté avec force par d'autres chercheurs. Une autre hypothèse propose simplement que le prince a changé de nom lors du traité de paix égypto-hittite en l'an 21, tout comme le huitième prince Amonemouia qui est devenu Sethemouia. Le nom d'Amonherkhépeshef aurait été conservé sur le vase canope pour éviter d'introduire le dieu Seth dans le domaine réservé à Osiris, de la même manière que le neuvième prince Séthi est nommé Souty dans la tombe collective KV5.

## Général des armées et héritier de la couronne

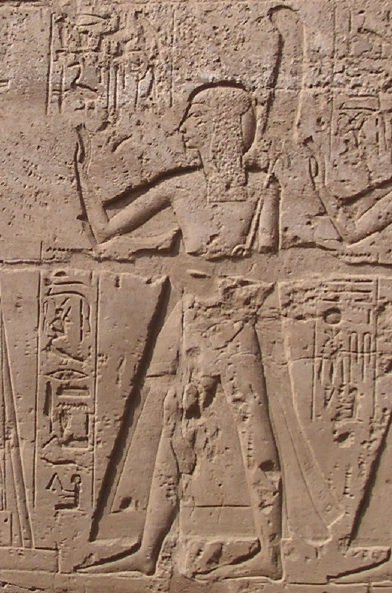
Amonherkhépeshef lors de l'inauguration du grand pylône de Ramsès II au temple de Louxor.

Le prince, d'abord nommé Amonherounemef, change de nom pour Amonherkhépeshef, probablement vers l'an 2 du règne (au même moment que le cinquième prince, Mentouherouenemef, change pour Montouherkhépeshef), puis change à nouveau de nom pour Sethherkhépeshef vers l'an 21 (au même moment que le huitième prince, Amonemouia, change pour Sethemouia), peut-être lors de la signature du traité de paix égypto-hittite. Né sous le règne de son grand-père Séthi Ier, il devient prince héritier à l'avènement de son père Ramsès II alors qu'il avait au plus 6 ou 7 ans.
La réalité de la participation du prince aux campagnes royales pose question. Si le prince est représenté sur les scènes militaires des campagnes de Séthi Ier dans certains temples de Ramsès II (temple d'Amon de Beit el-Ouali et le mur sud du grand temple d'Abou Simbel), le prince n'a pas participé à ces dernières du fait de son très jeune âge, voire du fait qu'il n'était pas encore né. Sa présence, sans participation active au commandement du fait de son jeune âge, est toutefois probable pour les campagnes de Ramsès II de la première décennie du règne. Il a peut-être mené la campagne de l'an 15 à Moab, cette dernière étant illustrée sur les murs extérieurs de l'avant-cour du temple de Louxor. Le prince participe ensuite, avec son frère cadet Ramessou, aux échanges diplomatiques avec les hittites, montrant le rôle important qu'avait ce prince sous le règne de son père.
Le prince était assurément décédé en l'an 53, comme l'indique l'ostracon reportant l'inspection de la tombe par trois scribes. De plus, au Gebel Silsileh et à Assouan des stèles gravées par le prince Khâemouaset et où est représentée la famille de la reine Isis-Néféret (mère de Khâemouaset), dont le deuxième prince Ramessou qui est titré « prince héritier ». Lors de la réalisation de la stèle, le fils aîné du roi était donc décédé et le deuxième prince avait pris sa place en tant que prince héritier. Or la stèle du Gebel Silsileh évoque une fête-Sed de Ramsès II. Khâemouaset a organisé les cinq premiers jubilés, de l'an 30 à l'an 42. Si le jubilé associé à la stèle n'est pas précisé, certains y voient le deuxième jubilé daté de l'an 33/34. Tout au plus peut-il être conclu que le prince était assurément décédé en l'an 42 du règne.

## Attestations
Le prince est attesté sous ses deux premiers noms par plusieurs documents :
- le prince est représenté au premier rang des processions de princes royaux, à Louxor, au Ramesséum ou en Nubie,
- le prince devait être figuré sur le côté droit de la statue royale GC 824 à dater de l'an 1 ou 2 d'après la graphie de la titulature royale[8] ;
- il est figuré entre les jambes de la statue brisée de la façade du grand temple d'Abou Simbel[14] ;
- il est figuré deux fois sur la façade du petit temple d'Abou Simbel, au pied des statues centrales de son père et encadrant l'entrée du temple, son frère cadet Parêherouenemef étant quant à lui représenté à côté de l'autre jambe de ces mêmes statues, tandis que les autres enfants de Néfertari sont aux pieds des autres statues colossales de Ramsès et Néfertari[15] ;
- la statuette de Ramsès II GC42140, probablement datée de l'an 1, offre une représentation de l'héritier, gravée en relief sur la face droite du trône royal ; le nom inscrit a toutefois été le sujet de nombreux débats (voir le paragraphe Généalogie)[8] ; le texte de la légende est, en effet, le suivant[8] :

« Le prince héritier et flabellifère à la droite du roi, le scribe royal véritable, son aimé, la semence divine issue du Taureau victorieux, le fils royal de son ventre, son aimé, le grand général Ousermaâtrê, juste de voix. »

- la statue royale de Turin no  1380 fait apparaître le prince en ronde-bosse le long de la jambe droite de son père, accompagné de la légende suivante[8] :

« Le flabellifère à la droite du roi, le prince héritier, son aimé Amonherkhépeshef. »

- les deux colosses assis encadré la porte du pylône d'entrée du temple de Louxor, datés du début du règne de Ramsès II, présentent chacun un prince entre les jambes du roi, que la légende permet, malgré l'endommagement, d'identifier au prince Amonherkhépeshef[11] :

« Le [flabellifère à] la droite du roi, le prince héritier, [...]. »

- un texte associé à la procession princière du temple de Louxor, situé à l'angle sud-ouest de la cour, lui donne des responsabilités dans la conduite de la fête d'Opet[11] ;
- dans le temple de Séthi Ier à Abydos, le prince à deux reprises est représenté dans un corridor menant du « Couloir des Rois » (où se trouve la liste d'Abydos) vers l'extérieur : l'une des représentations montre le prince capturer un taureau sauvage, la seconde montre le prince présenter aux dieux des oiseaux des marais[11] ;
- le prince est figuré sur plusieurs scènes militaires, comme sur les murs du temple d'Amon de Beit el-Ouali et du grand temple d'Abou Simbel qui illustrent les campagnes de Séthi Ier réapproprées par Ramsès II ou encore les scènes des murs extérieurs de l'avant-cour du temple de Louxor illustrant la campagne de Moab peut-être conduite par le prince lui-même en l'an 15[11] ;
- la tombe KV5 dans la vallée des Rois a été le lieu d'inhumation du prince qui est représenté sur les parois et qui est nommé sur des fragments d'un vase canope en calcite[16].

Le prince est également attesté sous le nom de Sethherkhépeshef, bien que certains chercheurs associent ce nom à un fils du prince (voir le paragraphe Généalogie) :
- le nom du prince, précédé du titre de prince héritier, est attesté sur deux objets : un vase de provenance inconnue et conservé à Londres, ainsi qu'une base de statue découverte à Pi-Ramsès et aujourd'hui perdue[17], cette statue présentait les deux lignes de hiéroglyphes suivants :

« Le noble prince, [...], le scribe royal, le prince héritier Sethherkhépeshef. Le noble prince, le père divin aimé du dieu, le scribe royal, le grand Sethherkhépeshef. »

- une stèle conservée au Caire (JE 87829) et découverte à Pi-Ramsès mais sans non royal (elle pourrait donc appartenir à un fils de Ramsès III), montre un prince Sethherkhépeshef offrir des fleurs à Amon et accompagné de la légende suivante :

« Le noble prince, le père divin aimé du dieu, le préposé aux affaires confidentielles du palais, le chef du pays entier, le prêtre-sem du dieu parfait, le prince héritier, le juge des Deux Rives, le contrôleur des Terres des Habou-nébou, le fils royal associé au trône d'Horus, le prince héritier et scribe royal Sethherkhépeshef, juste de voix. »

- le prince est également nommé dans les missives échangées entre les cours égyptiennes et hittite ; son nom transcrit en akkadien, la langue du Proche-Orient à l'époque, est Shoutakhapshap[12] :
  - le prince envoya une lettre  au roi hittite Hattusili III, à la suite de la conclusion du traité de paix égypto-hittite en l'an 21, dans laquelle il dit se réjouir d'avoir reçu une longue lettre de la part du souverain hittite, le frère de son père (les rois de l'époque s'appelait mutuellement frère)[12] ;
  - une seconde lettre envoyée à Hattusili III par le roi lui-même associe les félécitations royales à celles de deux princes, Riamashesha (c'est-à-dire le deuxième fils du roi, le prince Ramessou) et un autre prince dont le nom est en lacune mais qui est généralement considéré comme étant le fils aîné[12] ;
- un ostracon du Louvre daté de l'an 53 mentionne le nom du prince et celui de Séthi, lors d'une inspection de leur tombe (KV5) par les scribes Ousermaâtrênakht, Ramsèsmen et Paytenheb[19].

## Sépulture
Une grande tombe collective a été retrouvée dans la vallée des Rois, la KV5, qui comprend de multiples chapelles et tombeaux des enfants royaux de Ramsès II dont l'exploration n'est toujours pas achevée.
Les résultats préliminaires de ces fouilles ont révélé les restes d'un viatique funéraire au nom d'Amonherkhépechef, dont un de ses vases canopes en calcite. Les parois de la tombe étaient recouvertes de reliefs dont le décor a pu être restitué par les archéologues. Certaines scènes représentent le prince introduit par son père auprès des dieux ou l'accompagnant dans les cérémonies cultuelles, scènes tout à fait semblables à celles que l'on trouve dans les tombes des fils de Ramsès III situées quant à elles dans la vallée des Reines. L'ensemble de ces découvertes confirment donc que le prince a bien bénéficié d'une sépulture dans cette tombe devenue collective qui abrite également nombre de ses frères.